# Osvaldo Negri
Osvaldo Jorge Negri – argentyński piłkarz grający na pozycji bramkarza, reprezentant kraju oraz mistrz Argentyny.
Negri w 1956 roku został bramkarzem klubu Racing Club de Avellaneda, z którym w 1958 roku zdobył swój pierwszy tytuł mistrza Argentyny.
Jako piłkarz klubu Racing wziął udział w turnieju Copa América 1959, gdzie Argentyna zdobyła mistrzostwo Ameryki Południowej. Negri zagrał we wszystkich sześciu meczach – z Chile (stracił bramkę), Boliwią, Peru (stracił bramkę), Paragwajem (stracił bramkę), Urugwajem (stracił bramkę) i Brazylią (stracił bramkę).
Następnie wziął udział w ekwadorskim turnieju Copa América 1959, gdzie Argentyna została wicemistrzem Ameryki Południowej. Negri zagrał w trzech meczach – z Ekwadorem (stracił bramkę), Urugwajem (stracił 5 bramek) i Brazylią (stracił bramkę).
W 1959 roku razem z Racingiem Negri zdobył wicemistrzostwo Argentyny. W 1961 roku, nadal jako gracz Racingu, po raz drugi w swej karierze zdobył mistrzostwo Argentyny. Zdobyte mistrzostwo pozwoliło na start w turnieju Copa Libertadores 1962, gdzie Racing odpadł już w fazie grupowej.
W Racingu Negri grał do 1963 roku. Łącznie w lidze argentyńskiej rozegrał 143 mecze.